# Premiul Satellite pentru cea mai bună imagine
Premiul Satellite pentru cea mai bună imagine este un premiu anual acordat de Academia Internațională de Presă.

## Anii 1990
- 1996 - The English Patient
  - Breaking the Waves
  - Evita
  - Hamlet
  - Romeo + Juliet

- 1997 - Amistad
  - Contact
  - Eve's Bayou
  - L.A. Confidential
  - Titanic

- 1998 - The Thin Red Line
  - Beloved
  - Pleasantville
  - Saving Private Ryan
  - Shakespeare in Love

- 1999 - Sleepy Hollow
  - American Beauty
  - Anna and the King
  - Eyes Wide Shut
  - Snow Falling on Cedars
  - The Talented Mr. Ripley

## Anii 2000
- 2000 - Gladiator
  - Crouching Tiger, Hidden Dragon
  - The Legend of Bagger Vance
  - Mission: Impossible II
  - Traffic

- 2001 - The Man Who Wasn't There
  - Hearts in Atlantis
  - The Lord of the Rings: The Fellowship of the Ring
  - Moulin Rouge!
  - Pearl Harbor

- 2002 - Road to Perdition
  - Far from Heaven
  - Gangs of New York
  - The Lord of the Rings: The Two Towers
  - Minority Report

- 2003 - The Last Samurai
  - Girl with a Pearl Earring
  - The Lord of the Rings: The Return of the King
  - Master and Commander: The Far Side of the World
  - Mystic River
  - Sea Biscuit

- 2004 - House of Flying Daggers
  - The Aviator
  - Lemony Snicket's A Series of Unfortunate Events
  - The Phantom of the Opera
  - Spider-Man 2
  - A Very Long Engagement

- 2005 - The Constant Gardener
  - 2046
  - Charlie and the Chocolate Factory
  - Good Night, and Good Luck
  - Kung Fu Hustle
  - Memoirs of a Geisha
  - Sin City

- 2006 - Flags of Our Fathers
  - The Black Dahlia
  - The House of Sand
  - The Fountain
  - A Good Year
  - Curse of the Golden Flower
  - X-Men: The Last Stand

- 2007 - The Diving Bell and the Butterfly
  - Across the Universe
  - The Assassination of Jesse James by the Coward Robert Ford
  - The Golden Compass
  - There Will Be Blood
  - Zodiac

- 2008 - Australia
  - Brideshed Revisited
  - Changeling
  - The Curious Case of Benjamin Button
  - The Duchess
  - Snow Angels

- 2009 - Nine
  - Inglorious Basterds
  - It Might Get Loud
  - Public Enemies
  - Red Cliff
  - A Serious Man

## Anii 2010
- 2010 - Inception
  - 127 Hours
  - Harry Potter and the Deathly Hallows - Part 1
  - I Am Love
  - Salt
  - Secretariat
  - Shutter Island
  - Unstoppable

- 2011 - War Horse
  - The Artist
  - Drive
  - Faust
  - Hugo
  - The Tree of Life